# Къща на Никола Цвятков
Къщата на Никола Цвятков се намира в Архитектурно-исторически резерват „Вароша“ в Ловеч.
Къщата се намира срещу църквата „Св. Неделя“. Сградата е двукатна. Долният етаж е мазе, а горният се състои от коридор, пет стаи и баня. От южната страна са стълбището и чардакът с кьошк. Касите на вратите са украсени с дърворезба. Няма писмени данни за построяването ѝ.
След закупуване прекарват по-голяма част от живота си Мария Сиркова, укривателка на Васил Левски и Никола Цвятков, придружавал Апостола към Къкринското ханче.